# Juan Caramuel
Juan Caramuel Lobkowitz (Madrid, 23 de mayo de 1606 - Vigevano, Lombardía, 8 de septiembre de 1682) fue un filósofo, matemático, lógico, lingüista, arquitecto y monje cisterciense español.

## Biografía
Era hijo del ingeniero luxemburgués Lorenzo Caramuel y de la bohemia Catalina de Frisia, que se habían establecido en Madrid en el año 1586 en el séquito del Embajador del Sacro Imperio a la corte recientemente establecida por Felipe II.
De inteligencia superdotada, a los doce años componía tablas astronómicas, siendo su padre su primer maestro en esta disciplina. Estudió humanidades y filosofía en la Universidad de Alcalá, donde fraguó una gran amistad con Juan Eusebio Nieremberg, e ingresó en la Orden Cisterciense en el Monasterio de la Santa Espina (Valladolid); se formó en filosofía en el Monasterio de Santa María de Montederramo (Orense, y en teología en el de Santa María del Destierro, en Salamanca. Fue profesor de su orden en los colegios de Alcalá y Palazuelos (Valladolid); viajó a Portugal, y a Bélgica en 1632. Se doctoró en teología en Lovaina (1638) y escribió dos años más tarde un Augustinus contra las doctrinas jansenistas, si bien no llegó a terminar dicho opúsculo.

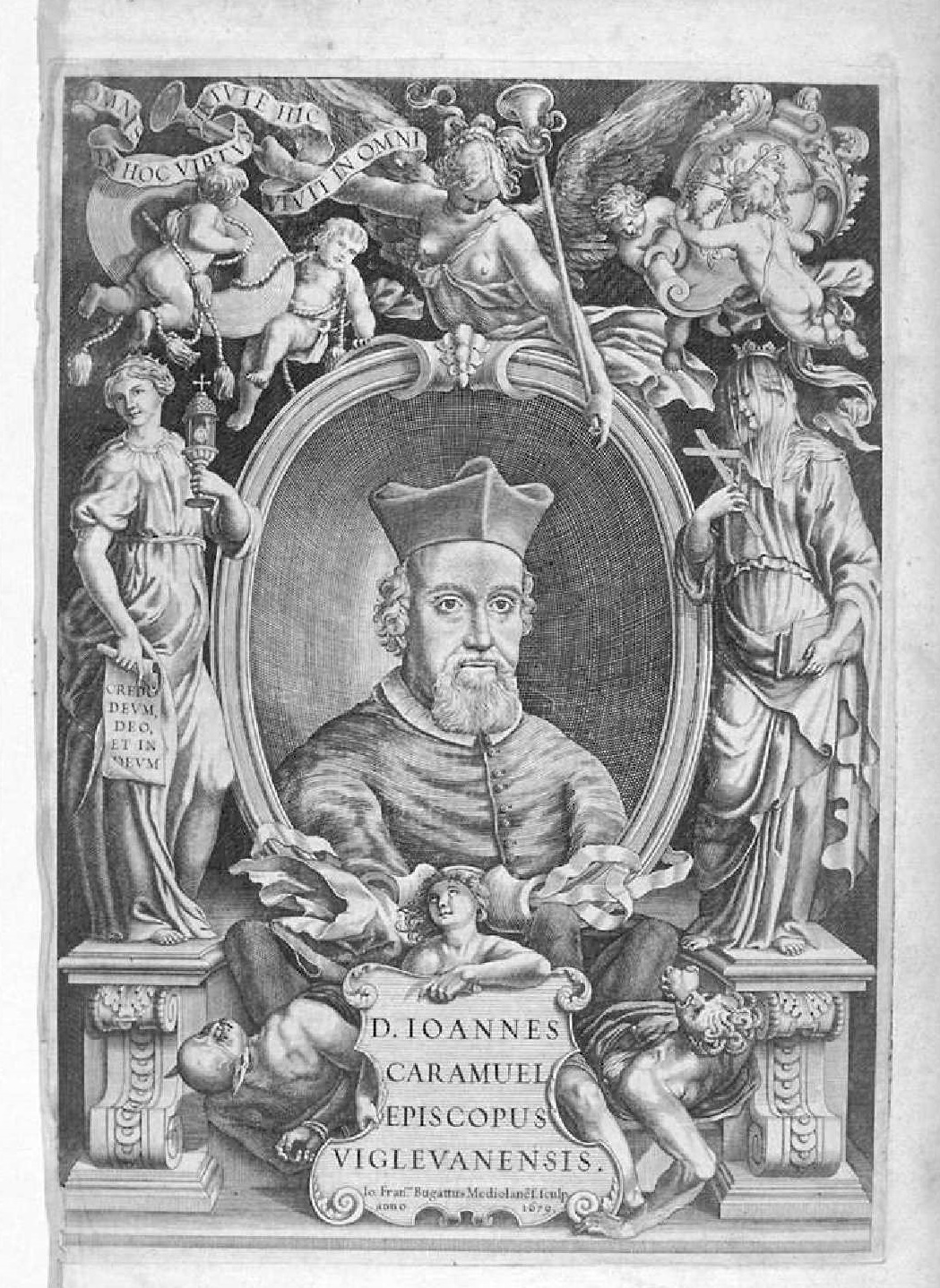
Retrato de Juan Caramuel Lobkovitz. Prueba suelta firmada Io. Franus. Bugattus Mediolanes sculp. anno 1679. La misma imagen se encuentra en el Trismegustus theologicus y en el ejemplar de la Biblioteca Nacional de España de la Architectura civil, recta y oblicua. Biblioteca Nacional de España.

Fue abad de Melrose, en Escocia, superior-abad de los benedictinos de Viena, gran vicario del arzobispo de Praga, y vicario general de la Orden en Inglaterra; en 1647 se trasladó a Praga, donde fue abad durante diez años. También fue obispo coadjutor en Maguncia y agente del rey de España en Bohemia. Se trasladó luego a Roma, donde obtuvo el favor del papa Alejandro VII, que lo nombró obispo de Satriano y Campagna, y después de Vigevano (cerca de Milán), donde murió.

## Obra
Mantuvo activa relación epistolar con los eruditos más célebres de su época: los filósofos René Descartes y Pierre Gassendi; el polígrafo jesuita Athanasius Kircher; el capuchino y astrónomo checo Anton Maria Schyrleus de Rheita, el médico bohemio Johannes Marcus Marci, el luego papa Alejandro VII (Fabio Chigi), que fue un gran admirador suyo; el astrónomo belga Govaert Wendelen, Tomás Compton, Bona-Spes, Antonino Diana, Pedro Francisco Passerino, Andrés Mendo, Gaspar Jongelincx, Conde Martinitz,Giovanni Battista Odierna, Johannes Hevelius, Tomás Cornelio, Luis de Bolea, Juan d'Espiers, Valerian Magni, Juan Eusebio Nieremberg y muchos otros.
Caramuel rechaza la escolástica (quernea et rustica, la llamó), en la que se ha educado, e intenta abrir otras vías; no rechaza las novedades y anuncia a los novatores de la primera Ilustración española. Por eso se rebeló contra la autoridad de Aristóteles y adoptó, por ejemplo, el mecanicismo cartesiano y la teoría física del atomismo. En teología fue molinista y en moral probabilista.
Nada escapó a su omnímoda curiosidad, de suerte que por su espíritu enciclopédico ha llegado a llamársele el Leibniz español. Fue ante todo un generalista y nunca abordó un tema, cualquiera que este fuese, sin replantearse sus fundamentos teóricos desde todas las perspectivas posibles como un típico homo universalis: Caramuel se interesó y escribió sobre la lengua, la literatura en general y el teatro y la poesía en particular, la pedagogía, la criptografía, la filosofía y la teología, la historia y la política de su tiempo, la música, la pintura, la escultura, la arquitectura, las matemáticas, la física, la astronomía, etc.
La obra de Caramuel fue cuantiosa, variada y dispersa (se le atribuyen doscientos sesenta y dos títulos, entre ellos sesenta impresos). Políglota (Nicolás Antonio le atribuye poseer latín, griego, árabe, siríaco, hebreo, chino, etc.) y de inteligencia superdotada, era capaz de componer y de hecho compuso complejos enigmas lingüísticos y juegos barrocos de ingenio (por caso, su Primus calamus ob oculos ponens metametricam quæ... multiformes labyrinthos exornat, Romæ: Fabius Falconius, 1663), pese a lo cual también aplicó su talento a ahondar en terrenos científicos como la teoría de la probabilidad, dando pasos en la dirección correcta hacia la formulación de Pascal, quien seguramente se inspiró en su «Kybeia, quæ combinatoriæ genus est, de alea et ludis Fortunæ serio disputans» (1670), un tratadito de veintidós páginas incluso en su Mathesis biceps que representa el segundo tratado sobre cálculo de probabilidades de la historia después del De ratiociniis in ludo aleæ (1656) de Christiaan Huygens. En el tratado de Caramuel se estudian distintos juegos y el problema de la división de las apuestas.
También se le debe la primera descripción impresa del sistema binario en su Mathesis biceps (Campaniæ, 1670, pp. 45–48), como afirma Donald E. Knuth (The Art of Computer Programming II: Seminumerical Algorithms, p. 183), en lo que se adelantó treinta años a Leibniz, su más famoso divulgador. Explicó allí el principio general de los números en base n, destacando las ventajas de utilizar bases distintas de la 10 para resolver algunos problemas. Fue también el primer español que publicó una tabla de logaritmos, según David Fernández Diéguez. El sistema de logaritmos que desarrolló fue en base 109, donde log 1010 = 0 y log 1 = 0. Otra de sus aportaciones científicas fue, en astronomía, un método para determinar la longitud utilizando la posición de la Luna. En trigonometría, propuso un método nuevo para la trisección de un ángulo.
Como lingüista le preocupó la creación de una lengua universal, sobre lo cual sostuvo una animada correspondencia con el jesuita Athanasius Kircher, al que preocupaba lo mismo; eso les llevó a interesarse por el chino. El creador del esperanto, L. L. Zamenhof, cita a ambos en su libro Fundamenta Krestomatio, entre los precursores de la idea de lengua universal. La mayor parte de su obra en cuestión de gramática, lingüística, retórica y literatura se encuentra en su ya citado Primus calamus..., impreso cuidadosamente en 1663 en Roma en cinco talleres diferentes bajo la supervisión del autor, ya que abunda en calcografías y fue necesario esculpir en bronce las láminas de los laberintos (pese a lo cual algunas no llegaron a introducirse, aunque sí los textos que las explican) y fundir en plomo los numerosos caracteres raros, enigmas, logogrifos, logogramas multilingües, símbolos, alegorías, caligramas y anagramas que contiene. La obra prefigura la poesía figurativa del cubismo literario, y se compone de treinta y dos libros, repartidos en tres partes: una gramática, una métrica o Rhytmica y la Metametrica propiamente dicha, que constituye de hecho una obra aparte y que puede desconcertar al cerebro más privilegiado, como que es una de las obras capitales de la disciplina ludolingüística, llevando a su extremo los extravíos manieristas de Juan Díaz Rengifo. En Primus calamus puso su autor una gran ilusión, pues algunos de los enigmas que aparecen en ella ya los había compuesto cuando era un niño de diez años y algunas de las planchas que se utilizaron para la impresión están firmadas decenas de años antes en varios países diferentes.
Syntagma de arte typographica, opúsculo inserto en el cuarto tomo de su Theologia moralis fundamentalis (Lyon, 1694) trata sobre tipografía e imprenta, y es el primer tratado sobre esta materia escrito por un español y reimpreso en versión bilingüe (Syntagma de arte typographica. Tratado del arte tipográfico y de los deberes de cuantos publican libros o participan en su edición. Salamanca, Instituto de Historia del Libro y la Lectura, 2004).
Muy interesado en la Arquitectura, diseñó la fachada de la catedral de Vigevano (1680), transformando el conjunto renacentista de la Piazza Ducale.  Gran conocedor de las lenguas hebrea y árabe, escribió una refutación del Corán y también una gramática del chino.

## Caramuel y el Templo de Jerusalén: Architectura civil, recta y obliqua
Sobre arquitectura escribió en español su Architectura civil, recta y obliqua  considerada y dibuxada en el templo de Ierusalen [...] promovida a suma perfección en el templo y palacio de S. Lorenço cerca del Escurial que invento con su divino ingenio, delineo y dibuxo con su real mano y con excessivos gastos empleando los mejores architectos de Europa erigió el Rey d. Phelipe II (Vigevano, 1678). Se trata de una obra especulativa y destinada al lector entendido en los temas objeto de debate; por eso es difícil de llevar a la práctica por más que la obra se halle ilustrada con calcografías que el autor agrupa en el último tomo y que él mismo diseñó y tardó más de cuarenta años en hacerlas esculpir y grabar. Su origen se encuentra en una obra suya anterior, la Mathesis architectonica, publicada en latín, que constituye la tercera parte de su Cursus mathematicus (1667–1668), que tradujo al castellano en una versión ampliada en 1678. La obra se publicó en tres tomos, siendo el tercero destinado solo a los grabados sobre el Templo de Jerusalén y sus explicaciones sobre la oblicuidad en la escultura y arquitectura; incluye el Mar de bronce del Templo de Salomón, sobre doce bueyes, los diferentes altares y columnas, y una imagen de El Escorial, edificio con el que compara el Templo ya desde la portada del tratado.
Este texto, interesante por sí mismo, adquiere mayor importancia al ser situado en el contexto de la tratadística no solo española sino también europea y novahispana, ya que refleja preocupaciones típicas de su época y es resultado de la práctica constructiva del siglo XVI en diferentes países europeos que intentaron adoptar el lenguaje para revivir la arquitectura del mundo antiguo. En este texto se recopila y se detalla no solo toda la tradición de reconstrucción del Templo de Jerusalén, sino también la tradición clásica relacionada con el arte de construir, mediante las novedosas ideas de su autor.
La idea de una arquitectura oblicua que se basa en el plano inclinado y los efectos de la perspectiva artificial es una propuesta innovadora que busca romper con las tradiciones y convenciones establecidas. La justificación de esta nueva arquitectura se basa en la evolución histórica de la arquitectura, desde la primera cabaña de Adán hasta el Templo de Jerusalén. El argumento es que a medida que la humanidad ha evolucionado, también ha evolucionado su forma de construir y, por lo tanto, es necesario seguir avanzando en la libertad creadora del arquitecto. Además, esta nueva arquitectura oblicua permite crear edificios con una perspectiva artificial y una estética única. La imagen general del Templo, que usa para explicar sus principios, se basa en la de Jacob Judá León, a la que recorta parte del contexto de la ciudad donde se enclava, especialmente el palacio de Herodes.
Caramuel discute la proporción 1:9 propuesta por Villalpando para el orden tyrio, el usado en las columnas del frontal del Templo, y defiende la proporción 1:5, más sólida y atractiva. También critica a Borromini y Juan Ricci al llamar mosaica a la columna torsa, afirmando que es una invención judía pero que no se usó en el Templo, a diferencia de la tradición vaticana. Según Caramuel, las columnas torsas no pertenecen a un orden particular y podrían aplicarse a cualquier orden y proporción.

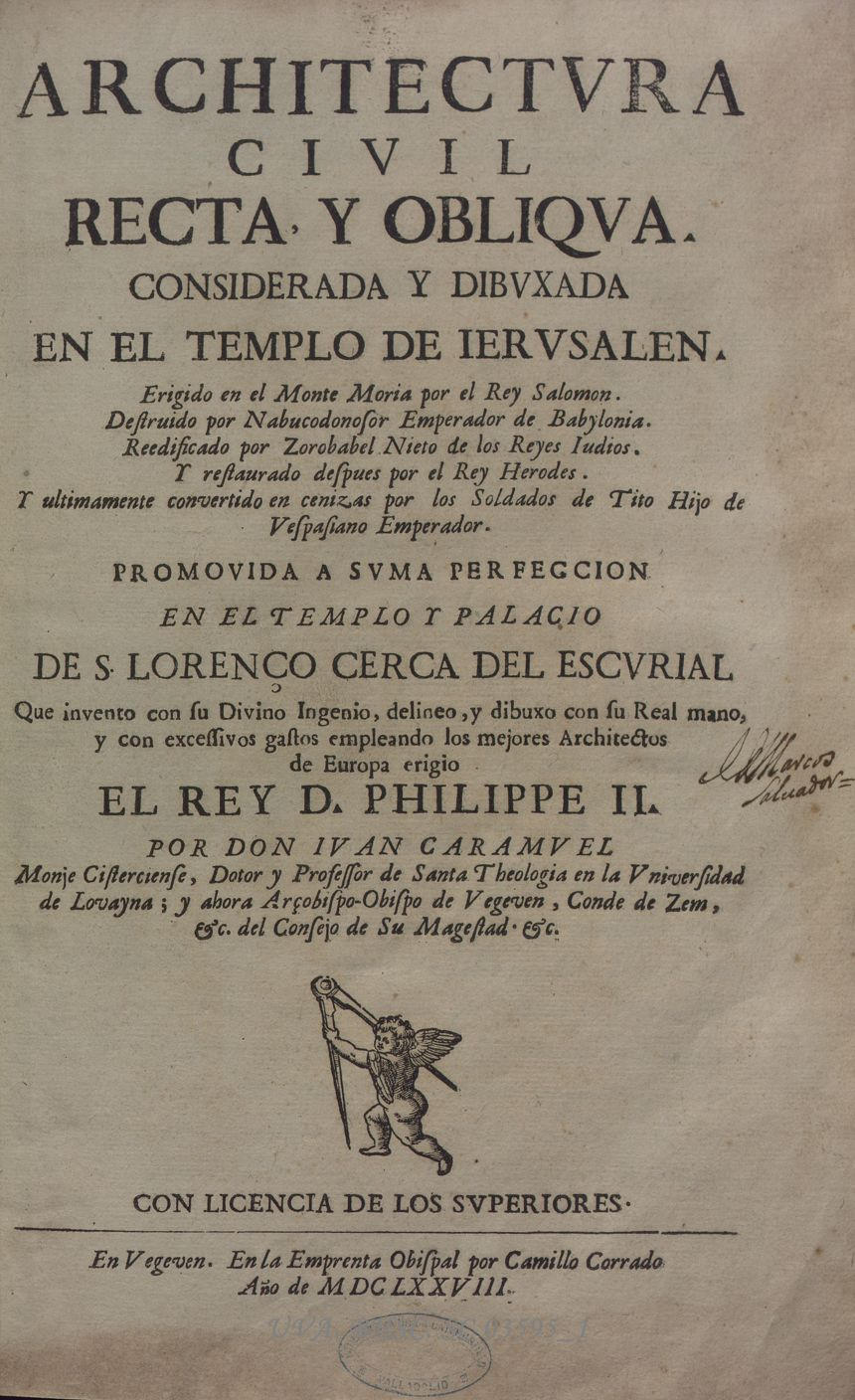
Portada del Tomo I
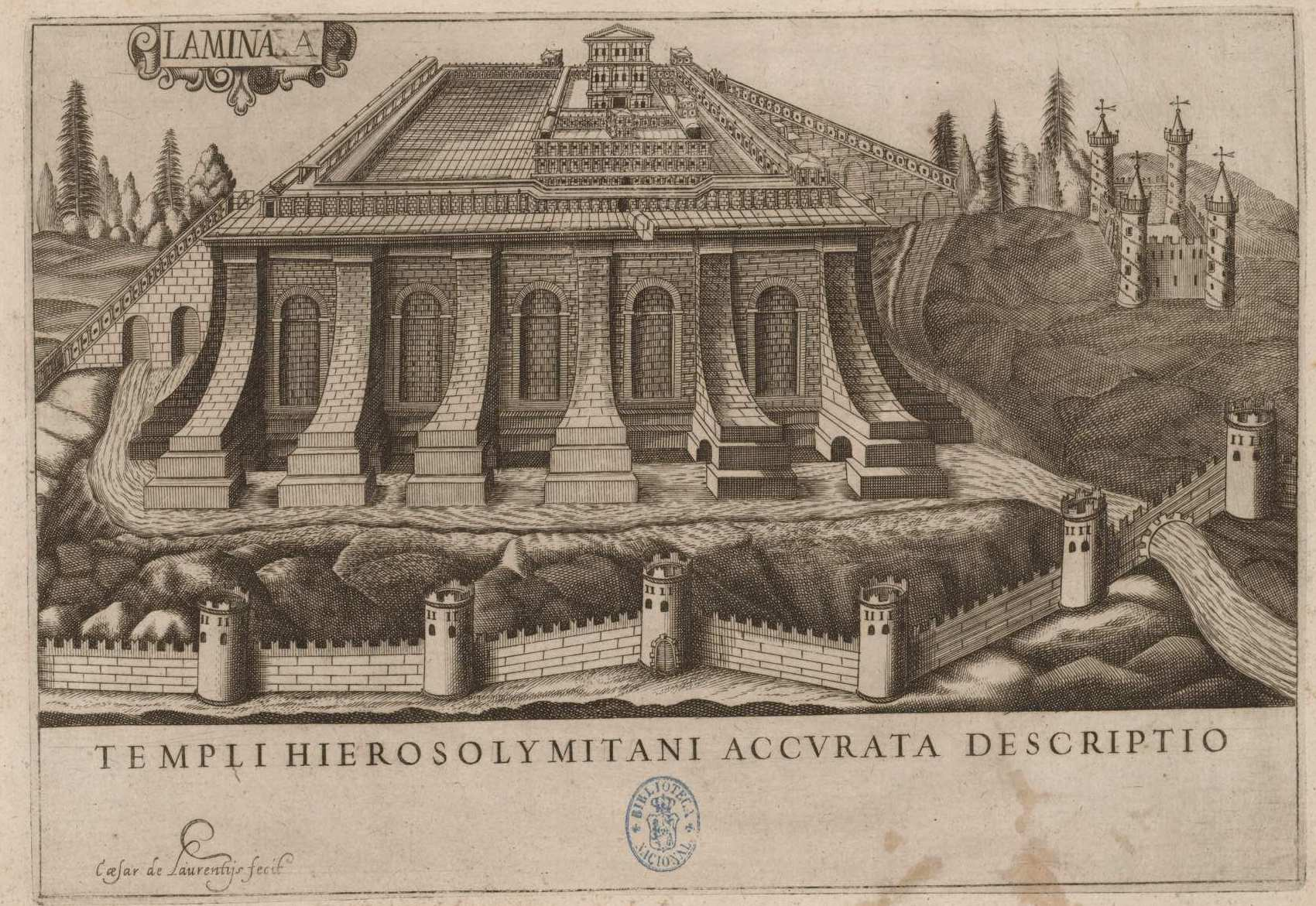
Imagen del Templo de Jerusalén
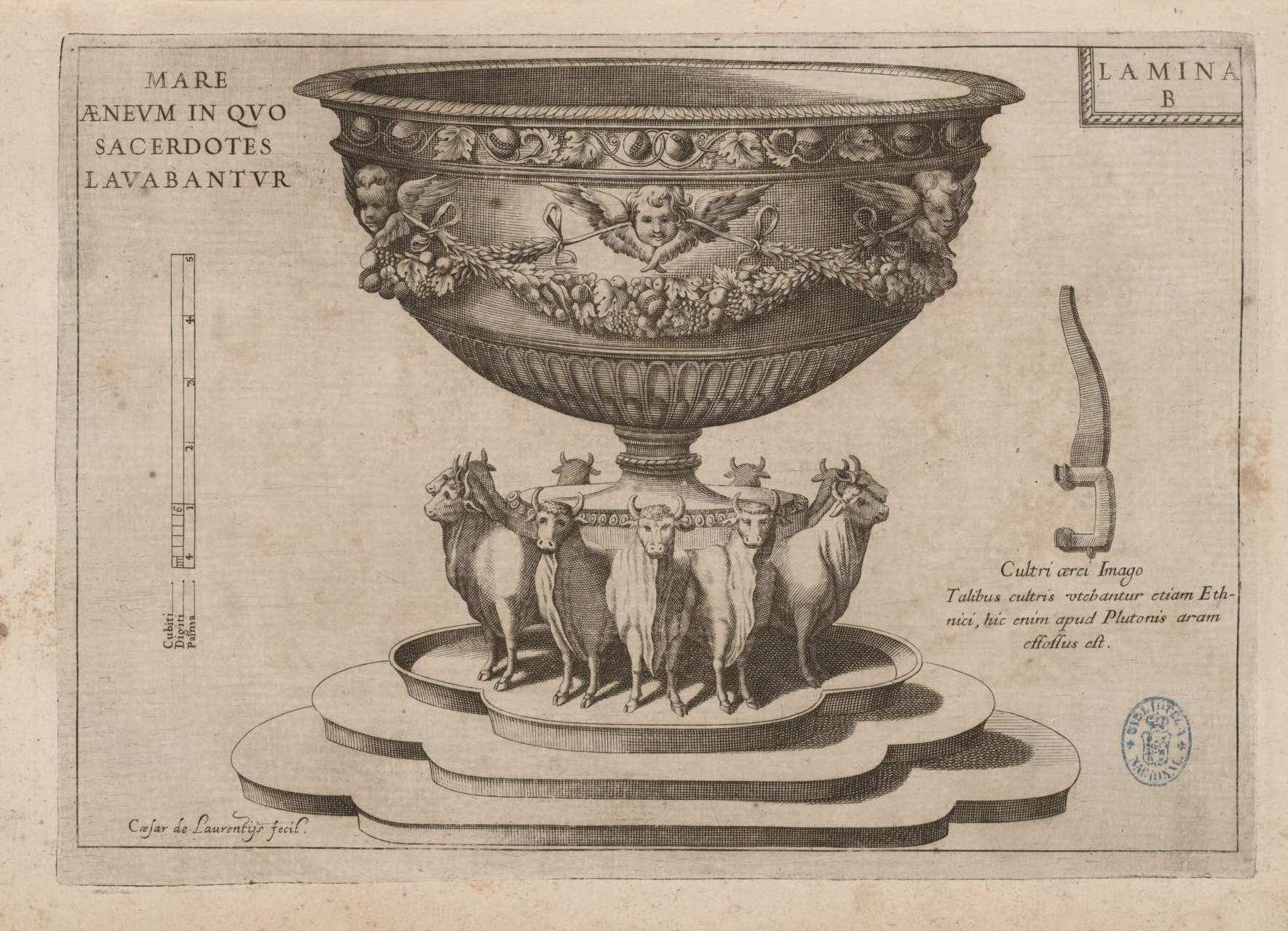
Mar de bronce
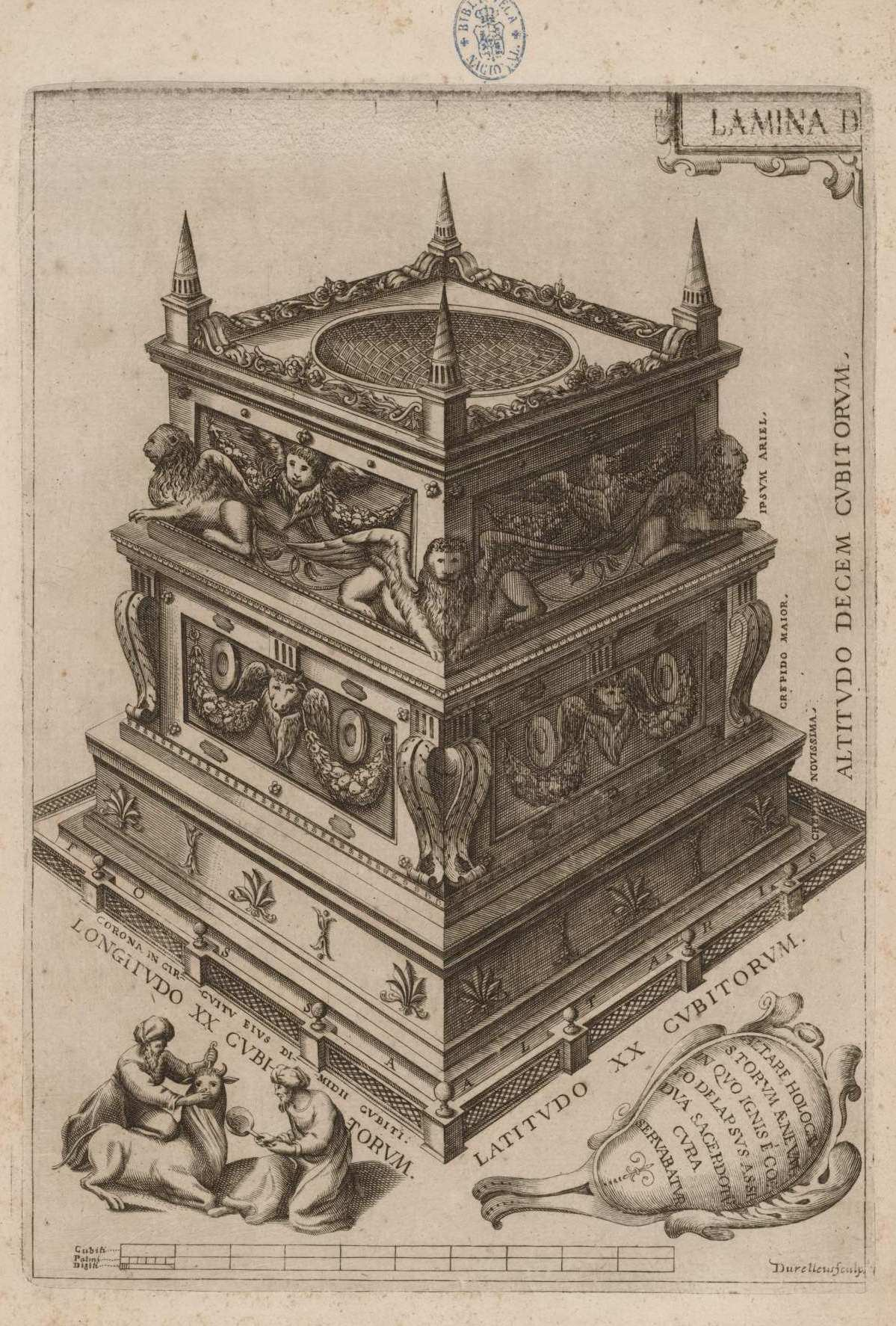
Altar de los holocaustos
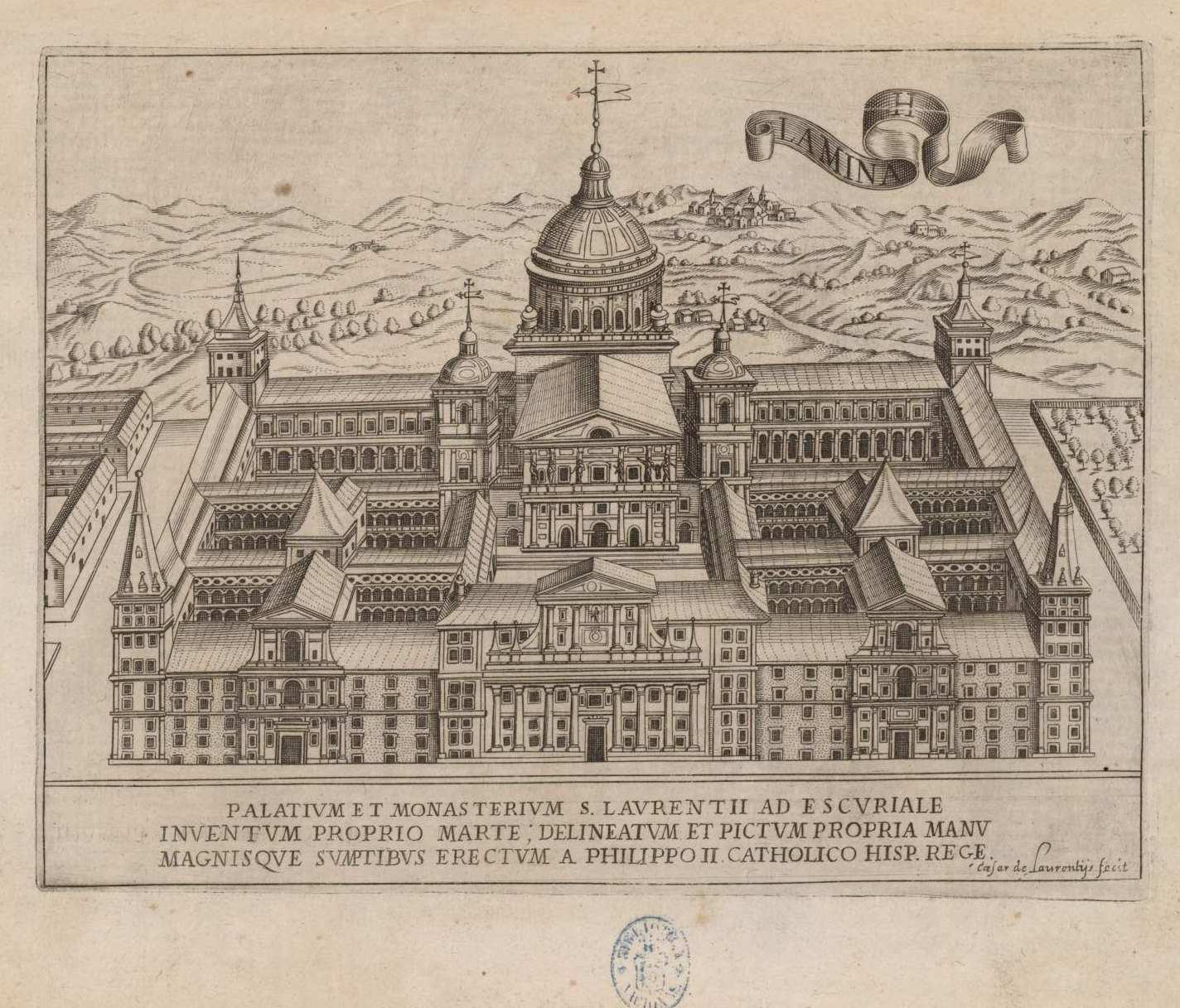
Imagen de El Escorial
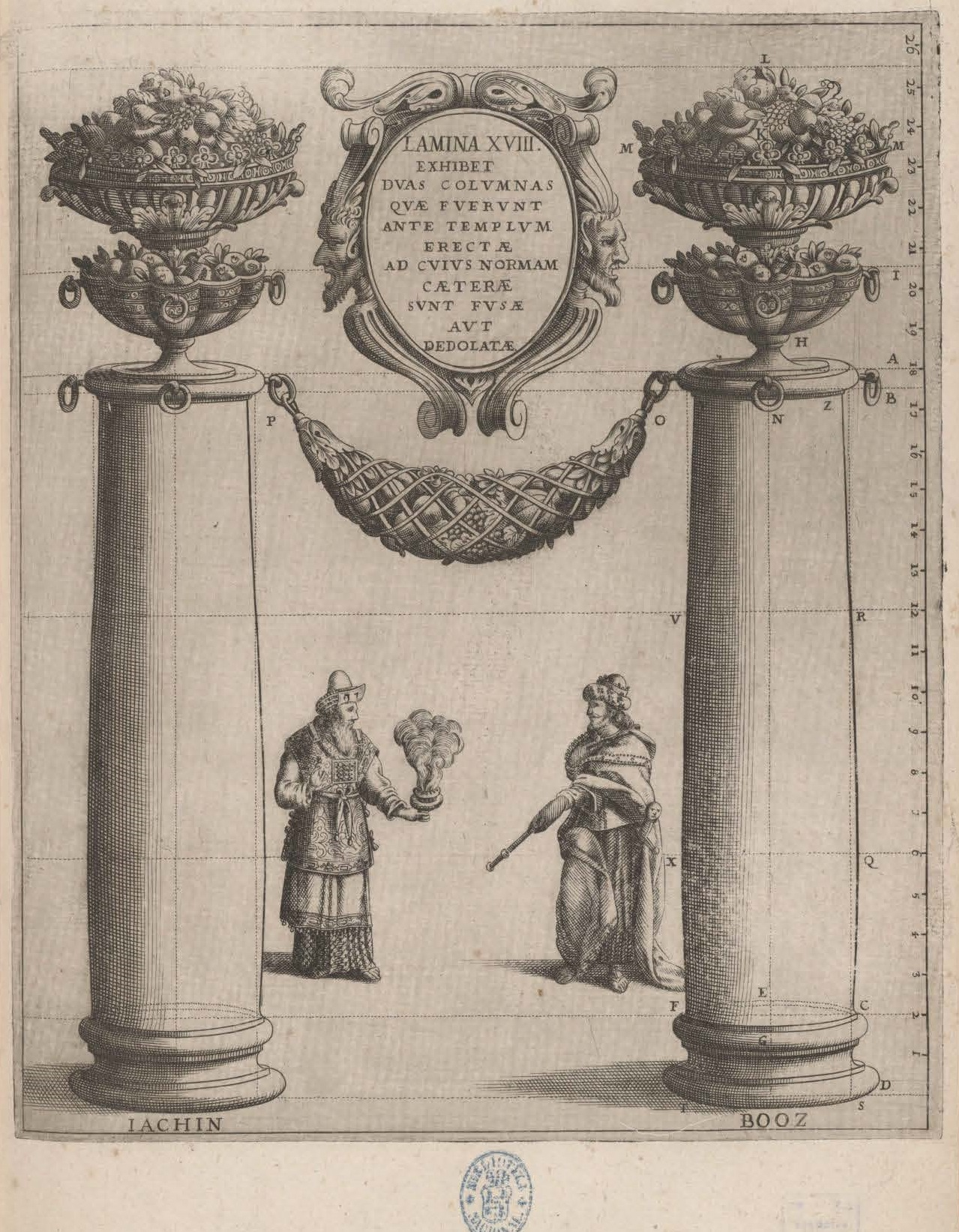
Columnas tyrias de la portada del Templo: Jakim y Boaz
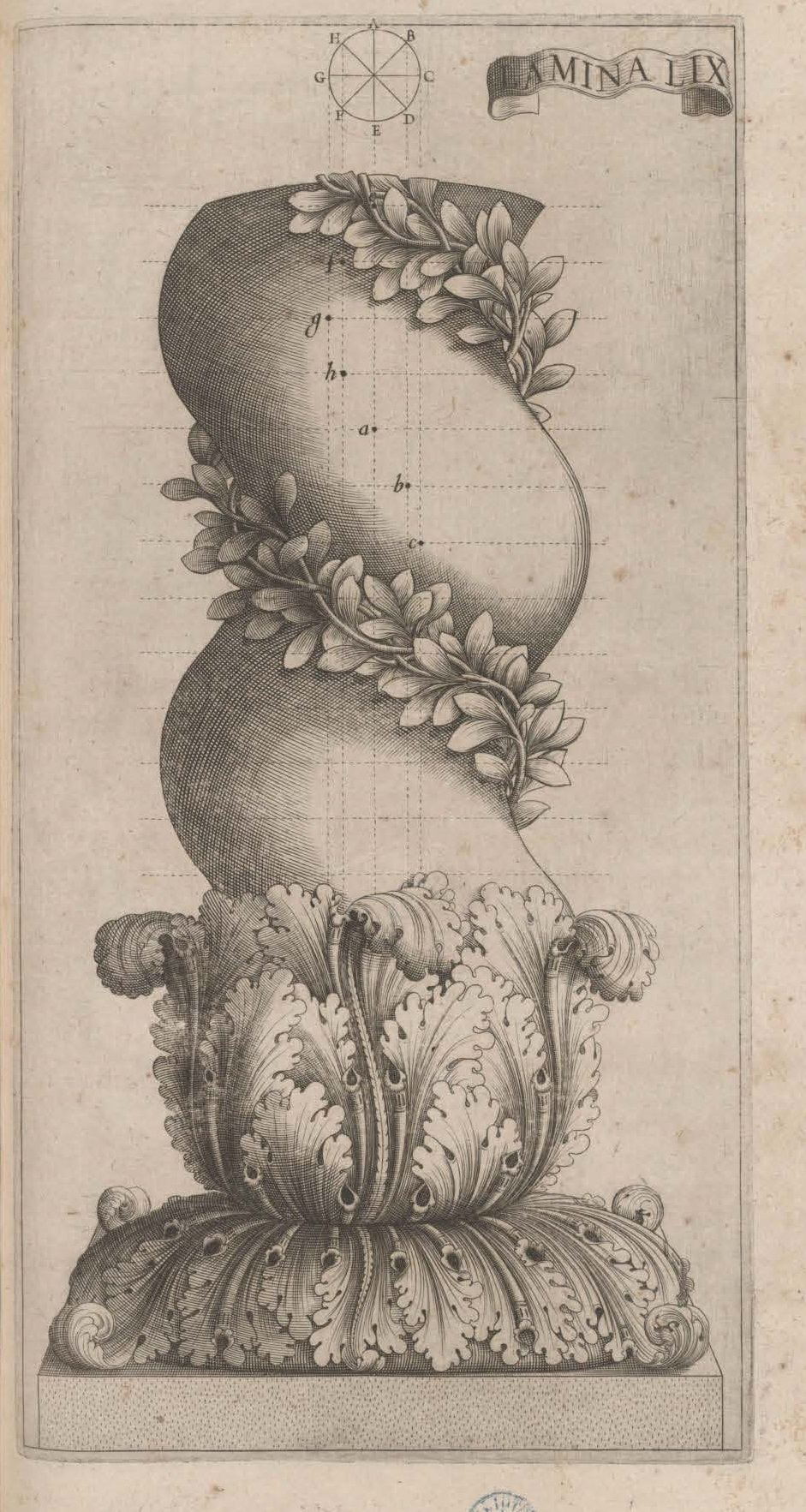
Fuste de la columna torsa o mosaica

## Bibliografía

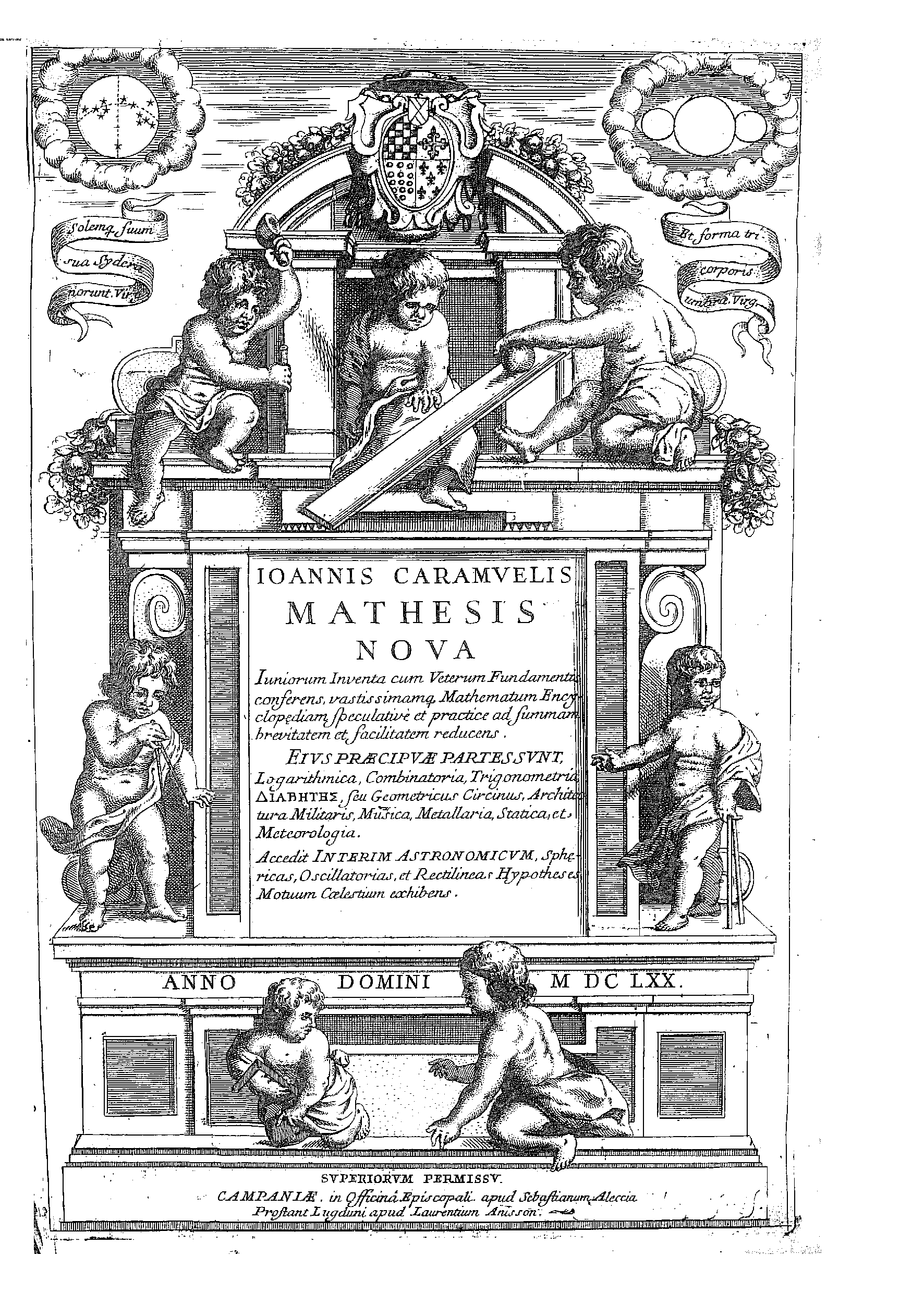
Mathesis nova, 1670.

### Teología moral
- Theologia moralis ad prima, eaque clarissima principia reducta, Lovaina, 1643.
- In D. Benedecti Regulam commentarius, Brujas, 1640,
- Theologia Regularis, Fráncfort, 1646–1648, Venecia, 1651, Lyon, 1665.
- Theologia moralis fundamentalis, Francfurt, 1652: edit. secunda auctior, in qua reiectis plurimis sententiis extremis (laxis), quas merito nec veritas, nec Theologorum prudentia admittit, et coire iussis multisque opinionibus mediis (benignis), fundamentales assertiones ponuntur..., Roma, 1656.
- Theol. Moral. Fund. T. secundus, De Decálogo, de Sacramentis, et Sacramentalibus, Roma, 1656.
- Est Theol. Fund., T. III, Lyon, 1644.
- Theologia Præterintentionalis. De effectibus, qui licet certo futuri prænoscantur, nihilominus præter aut etiam contra voluntatem evenire, adeoque homini non posse imputari dicuntur, Lyon, 1664.
- Trismegistus Theologicus cuius Tomi tres: in quibus tres virtuales et morales maxime, quæ subcollant Restictionum doctrinam edisseruntur, Vigevano, 1679; contiene un cuarto tomo no anunciado en el título: Crites de sensibilium restrictionum in praxi.
- Moralis seu Politica Logica, Vigevano, 1680 (BNM 3/45779-80).

### Obras filosóficas
- Rationalis et realis philosophiæ, Lovaina, 1642.
- Severa argumentandi methodus, Douai, 1643.
- Theologia rationalis Pars Prior, Præcursor logicus complenctens Grammaticam audacem Pars altera, Hercules logici Labores, Fráncfort, 1654–1655 (donde dice Theologia, debe poner Philosophia, como advierte el mismo Caramuel en Math. Biceps, t. I, cuando escribe que el título completo debe ser: Philosophia rationalis. Metalogica. Disputationes de Logicæ essentia, propietatibus, et operationibus, Fráncfort, 1654).
- Apparatus Philosophicus, de omnibus scientiis, et artibus breviter disputans, Fráncfort, 1657, segunda edición, Colonia, 1665.
- Pandoxium physico-Ethicum, cuius tomi sunt tres: Primusque Logicam, secundus Philosophiam, et tertius Theologiam realiter et moraliter dilucidat, Campagna, 1668.
- Critica Philosophica. Artium Scholasticorum cursum exhibens, Vigevano, 1681.
- Leptoptatos latine subtilissimus Dialectum Metaphysicam brevissimam, facillimam, et significantissimam exhibet, Vigevano, 1671.

### Matemáticas, astronomía, física, arquitectura, tipografía
- Cœlestes metaphoses, Bruselas, 1639.
- Sublimum ingeniorum crux: lapsum gravium accurate consulta experientia metitur, Lovaina, 1642.
- Novem Stellæ circa Iovem, Lovaina, 1643 (en el mismo volumen, Perpendiculorum inconstantia, Lovaina, 1643).
- Solis et artis adulteria (en latín). Leuven: André Bouvet. 1644.
- Mathesis biceps. 1 (en latín). Lyon: Laurent Anisson. 1667.
- Mathesis nova (en latín). Campagna: Sebastiano Alecci. 1670.
- Architectura civil, recta y obliqua considerada y dibuxada en el templo de Ierusalen [...] promovida a suma perfección en el templo y palacio de S. Lorenço cerca del Escurial que invento con su divino ingenio, delineo y dibuxo con su real mano y con excessivos gastos empleando los mejores architectos de Europa erigió el Rey d. Phelipe II, Vegeven: Emprenta Obispal, por Camillo Corrado, 1678.
- Syntagma de arte typographica, Tratado del arte tipográfico y de los deberes de cuantos publican libros o participan en su edición. Salamanca, Instituto de Historia del Libro y la Lectura, 2004.

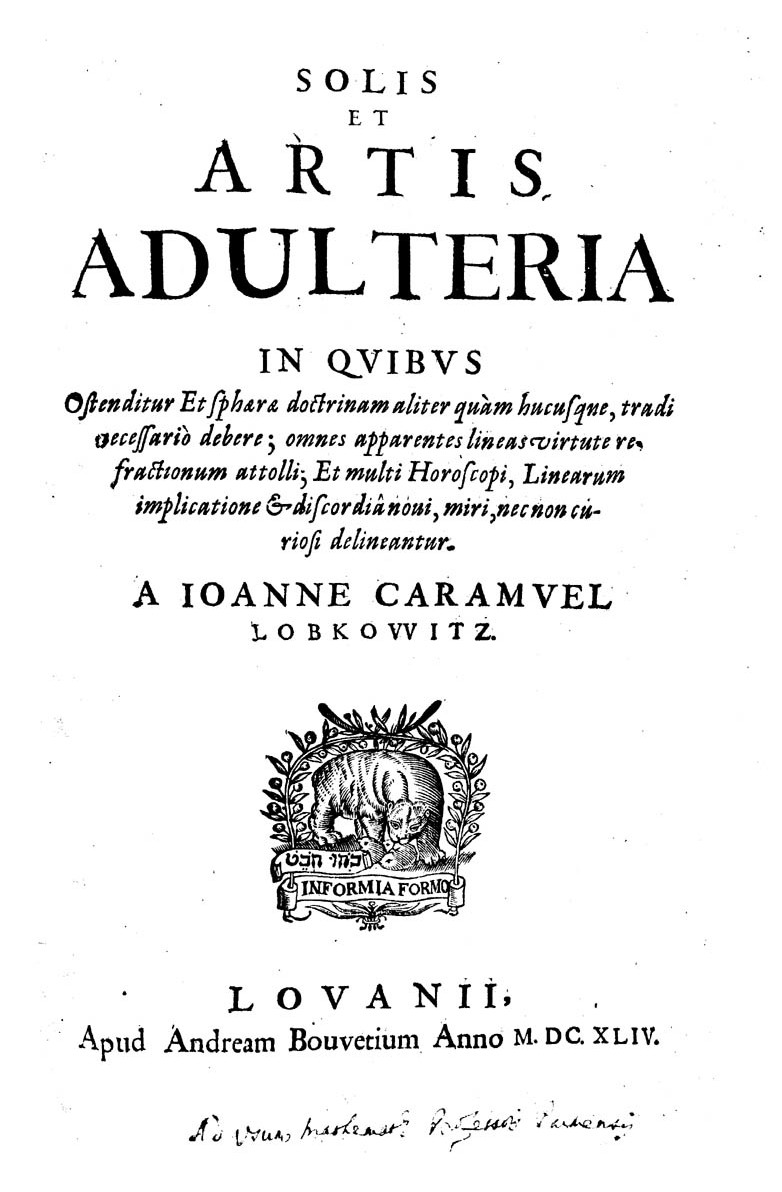
Solis et artis adulteria, 1644

### Lingüística
- Primus Calamus ob oculos ponens Metametricum quæ variis currentium, recurrentium, adscendentium... multiformes labyrintos exornat, Romæ: Fabius Falconius, 1663. Segunda edición: Primus Calamus ob oculos exhibens Rhithmicam quæ Hispanicos, Italicos, Gallicos, Germanicos (Campaniæ: Ex officina Episcopalis, 1668).
- Laberintos. Edición de Víctor Infantes. Madrid: Visor, 1981.